# Benito Floro
Benito Floro Sanz (* 2. Juni 1952 in Gijón) ist ein spanischer Fußballtrainer.

## Karriere als Trainer
Benito Floro begann seine Trainerkarriere 1989 bei Albacete Balompié. Mit diesem Verein erreichte er den direkten Durchmarsch von der dritthöchsten Spielklasse, der Segunda División B, in die Erstklassigkeit der Primera División. Der Zweitligameisterschaft von 1991 folgte 1992 ein bemerkenswerter 7. Rang in der höchsten Liga des spanischen Fußballs. Diese Erfolge führten dazu, dass kein geringerer Verein als Real Madrid auf ihn aufmerksam wurde und ihn für die kommende Saison als Trainer verpflichtete. Mit Madrid wurde er in der Saison 1992/93 Vizemeister und führte die Mannschaft 1993 zum Sieg der Copa del Rey und der Supercopa de España. Nach zwei Jahren bei den Königlichen kehrte er wieder zu seiner alten Wirkungsstätte Albacete Balompié zurück, wo er für weitere zwei Jahre bis zum Abstieg des Vereins in die Segunda División den Trainerposten innehatte.
Von 1996 bis 2004 war er weiterhin als Trainer sowohl in Spanien als auch im Ausland (Japan, Mexiko) tätig. 2005 wurde er Sportdirektor der Fußballsektion bei Real Madrid. Auf diesem Posten war er nur wenige Monate tätig, da er nach dem Rücktritt des damaligen Präsidenten Florentino Pérez der zukünftigen Vereinsführung nicht im Weg stehen wollte. Zwischenzeitlich arbeitete er auch als Fußballkommentator für den spanischen Privatsender Telecinco. Anfang 2009 nahm er die Tätigkeit als Trainer bei Barcelona SC Guayaquil in Ecuador wieder auf. Nach wenigen Monaten wurde der Vertrag aufgelöst, da der Verein weder über eine genügende Planungsstruktur noch über die notwendigen Mittel verfügte.
Mitte 2010 wurde er mit den Nationalmannschaften von Israel, Guatemala und Saudi-Arabien in Verbindung gebracht.
Im August 2013 wurde er als Trainer der kanadischen Nationalmannschaft berufen und übte den Job bis zum Ende seines Vertrags im September 2016 aus.

## Erfolge als Trainer
- Spanischer Pokalsieger: 1992/93
- Spanischer Supercupsieger: 1993